# Taštagol
Taštagol (rusky Таштагол) je město v Kemerovské oblasti v Ruské federaci. Při sčítání lidu v roce 2010 měl přes třiadvacet tisíc obyvatel.

## Poloha a doprava
Taštagol leží v hornaté oblasti zvané Gornaja Šorija na jižním okraji Kuzněcké pánve. Z východu na západ jím jižně od centra protéká Kondoma, levý přítok Tomu v povodí Obu. Od nejbližšího velkého města, Novokuzněcku, je vzdálen přibližně 150 kilometrů jižně, od Kemerova, správního střediska oblasti, přibližně 320 kilometrů jižně. 
S Novokuzněckem má Taštagol železniční spojení přes Kaltan a Osinniki. Souběžně s železnicí vede i silnice.

## Dějiny
Taštagol vznikl v roce 1939 v souvislosti s těžbou železné rudy. Jméno je turkicko-mongolského původu s významem zhruba skalnaté údolí.
Městem je Taštagol od roku 1963.

### Rodáci
- Viktor Alksnis (* 1950), politik